# Grooved ware
Met de term grooved ware ofwel gekerfd aardewerk wordt neolithisch aardewerk aangeduid dat typisch is voor de Britse Eilanden. De vondsten worden gekenmerkt door potten met een platte bodem en rechte zijden met een kenmerkend patroon van parallelle kerven (en: grooves) bij de bovenrand. In tegenstelling tot de latere klokbekercultuur is deze cultuur niet afkomstig van het Europese vasteland, maar lijkt zich in het 3e millennium v.Chr. op Orkney ontwikkeld en zich vandaar over het Verenigd Koninkrijk en Ierland verspreid te hebben. De cultuur is wellicht een voortzetting van de eerdere Unstan ware. De cultuur verspreidde zich vrij snel en wordt (onder andere) geassocieerd met de eerste bouwfase van Stonehenge. Ook andere henges kunnen met deze cultuur in verband worden gebracht.

## Gebruik
De afmetingen van het gevonden keramiek lopen sterk uiteen, van zeer grote exemplaren met een inhoud van ongeveer 120 liter tot exemplaren die als drinkbeker konden dienen. Omdat grooved ware ook bij henges en begraafplaatsen wordt gevonden wordt aangenomen dat het aardewerk zowel praktisch als ritueel werd gebruikt. Chemische analyse van vondsten bij Balfarg in Fife duiden erop dat het aardewerk onder andere bilzekruid heeft bevat, een giftige en hallucinogene plant.